# Haltérophilie aux Jeux olympiques d'été de 2016 - Moins de 75 kg femmes
Navigation
Londres 2012 Tokyo 2020
L'épreuve des moins de 75 kg en haltérophilie des Jeux olympiques d'été de 2016 a lieu le 12 août 2016 au Riocentro de Rio de Janeiro.

## Programme
Heure de Rio (UTC−03:00)
| Date         | Horaire           | Épreuve  |
| ------------ | ----------------- | -------- |
| 12 août 2016 | 10 h - 14 h       | Groupe B |
| 12 août 2016 | 15 h 30 - 17 h 30 | Groupe A |

## Records
| Record du monde  | Arraché     | Natalia Zabolotnaya (RUS) | 135 kg | Belgorod, Russie      | 17 décembre 2011  |
| Record du monde  | Épaulé-jeté | Kim Un-ju (PRK)           | 164 kg | Incheon, Corée du Sud | 25 septembre 2014 |
| Record du monde  | Total       | Natalia Zabolotnaya (RUS) | 296 kg | Belgorod, Russie      | 17 décembre 2011  |
| Record olympique | Arraché     | Natalia Zabolotnaya (RUS) | 131 kg | Londres, Royaume-Uni  | 3 août 2012       |
| Record olympique | Épaulé-jeté | Svetlana Podobedova (KAZ) | 161 kg | Londres, Royaume-Uni  | 3 août 2012       |
| Record olympique | Total       | Natalia Zabolotnaya (RUS) | 291 kg | Londres, Royaume-Uni  | 3 août 2012       |

## Médaillées
| Or                         | Argent                    | Bronze                 |
| Rim Jong-sim Corée du Nord | Darya Naumava Biélorussie | Lidia Valentín Espagne |

## Résultats
| Rang               | Athlète                    | Nation        | Groupe | Poids de l’athlète | Arraché (kg) | Arraché (kg) | Arraché (kg) | Arraché (kg) | Épaulé-jeté (kg) | Épaulé-jeté (kg) | Épaulé-jeté (kg) | Épaulé-jeté (kg) | Total |
| Rang               | Athlète                    | Nation        | Groupe | Poids de l’athlète | 1            | 2            | 3            | Résultat     | 1                | 2                | 3                | Résultat         | Total |
| ------------------ | -------------------------- | ------------- | ------ | ------------------ | ------------ | ------------ | ------------ | ------------ | ---------------- | ---------------- | ---------------- | ---------------- | ----- |
| Médaille d'or      | Rim Jong-sim               | Corée du Nord | A      | 74.47              | 117          | 121          | 121          | 121          | 145              | 153              | 162              | 153              | 274   |
| Médaille d'argent  | Darya Naumava              | Biélorussie   | A      | 74.63              | 107          | 112          | 116          | 116          | 136              | 139              | 142              | 142              | 258   |
| Médaille de bronze | Lidia Valentín             | Espagne       | A      | 74.00              | 112          | 116          | 116          | 116          | 135              | 138              | 141              | 141              | 257   |
| 4                  | Ubaldina Valoyes           | Colombie      | A      | 74.28              | 106          | 109          | 111          | 111          | 131              | 136              | 138              | 136              | 247   |
| 5                  | Iryna Dekha (en)           | Ukraine       | A      | 74.89              | 111          | 114          | 116          | 114          | 133              | 138              | 141              | 133              | 247   |
| 6                  | Jenny Arthur (en)          | États-Unis    | A      | 74.65              | 103          | 103          | 107          | 107          | 130              | 135              | 141              | 135              | 242   |
| 7                  | María Fernanda Valdés (en) | Chili         | B      | 74.66              | 107          | 107          | 107          | 107          | 135              | 142              | 142              | 135              | 242   |
| 8                  | Gaëlle Nayo-Ketchanke      | France        | A      | 73.61              | 102          | 107          | 107          | 102          | 132              | 135              | 140              | 135              | 237   |
| 9                  | Alejandra Garza (en)       | Mexique       | B      | 74.59              | 98           | 98           | 101          | 98           | 125              | 125              | 126              | 126              | 224   |
| 10                 | Sona Poghosyan (en)        | Arménie       | B      | 72.52              | 92           | 97           | 100          | 97           | 115              | 122              | 126              | 126              | 223   |
| 11                 | Mary Opeloge (en)          | Samoa         | B      | 74.56              | 97           | 100          | 102          | 100          | 115              | 117              | 118              | 118              | 218   |
| 12                 | Natalia Prișcepa (en)      | Moldavie      | B      | 73.72              | 93           | 97           | 100          | 97           | 110              | 116              | 123              | 116              | 213   |
| 13                 | Assiya İpek (en)           | Turquie       | B      | 69.77              | 80           | 83           | 85           | 83           | 95               | 100              | 103              | 103              | 186   |
| 14                 | Samira Ouass               | Maroc         | B      | 73.68              | 70           | 75           | 80           | 75           | 90               | 96               | 97               | 97               | 172   |
| –                  | Jaqueline Ferreira (en)    | Brésil        | A      | 74.89              | 103          | 103          | 103          | –            | –                | –                | –                | –                | –     |